# Elizabeth Bragg
Elizabeth Bragg (ur. 23 kwietnia 1858, zm. 10 listopada 1929) pierwsza amerykańska kobieta-inżynier.
Ukończyła studia na Uniwersytecie Berkeley w Kalifornii, gdzie w 1876 otrzymała dyplom inżyniera, po obronie pracy z inżynierii cywilnej pt. Solution of a Peculiar Problem in Surveying. Następnie wyszła za mąż za George'a Cumminga. Najprawdopodobniej po zamążpójściu nie pracowała zawodowo, jednak istnieją wzmianki o jej udziale w pracach z dziedziny inżynierii.